# ريجن (كويرات)
ریجن (بالفارسية: ریجن) هي قرية تقع في إيران في Kavirat Rural District. يقدر عدد سكانها بـ 684 نسمة بحسب إحصاء 2016.